# Landesfischereiverband Bayern
Der Landesfischereiverband Bayern e. V. ist die Dachorganisation der bayerischen Fischer und ein anerkannter Naturschutzverband. 1855 als Münchner Fischer-Club gegründet war das ursprüngliche Ziel nicht die Entwicklung der Angelfischerei, sondern die Förderung der künstlichen Fischzucht zur Sicherung der Nahrungsmittelversorgung der Bevölkerung.
Heute vertritt der LFV Angel- und Berufsfischer. Seine ordentlichen Mitglieder sind 7 weitgehend unabhängige Bezirksverbände mit knapp 800 Fischereivereinen und etwa 139.000 Mitgliedern und über 500 Teichwirte sowie Fluss- und Seenfischer. Als nach Bundesnaturschutzgesetz anerkannter Naturschutzverband verbindet er den Einsatz für die Verbesserung der Ökologie bayerischer Gewässer mit der Förderung der Fischerei. Besonderer Schwerpunkt hierbei ist die Bedeutung der Angelfischerei für die Lebensqualität des Menschen.

## Gewässer- und Artenschutz
Der LFV setzt sich aktiv für den Gewässer- und Artenschutz ein. So erwarb der Verband 2001 beispielsweise sukzessive Wasserrechte an der Mitternacher Ohe und ließ anschließend bestehende Kleinwasserkraftwerke abreißen. Damit wurde die Durchgängigkeit des Flusses für Fische wiederhergestellt.

## Aufgaben des Landesfischereiverbands Bayern

### Interessenvertretung
Die Vertretung der Interessen gegenüber Politik und Gesellschaft ist die Kernaufgabe des Landesfischereiverbandes. Tätig wird der LFV durch seine gewählten Organe und die Geschäftsstelle. Ansprechpartner sind in erster Linie Institutionen des Freistaats das heißt der bayerische Landtag, die Staatsregierung, die zuständigen Ministerien und ihre zugeordneten Institutionen, die landesweiten Medien i.e. Redaktionen der Tageszeitungen, Magazine und Fachpresse sowie Funk und Fernsehen.

### Anerkannter Naturschutzverband
Der Landesfischereiverband ist nach § 58ff Bundesnaturschutzgesetz in Verbindung mit § 42 des Bayerischen Naturschutzgesetzes seit 1987 ein anerkannter Naturschutzverband.
Zu den Aufgaben als Naturschutzverband gehören Stellungnahmen zu
- der Vorbereitung von Verordnungen der Naturschutzbehörden
- die Vorbereitung von Landschaftsprogrammen und Landschaftsplänen
- der Befreiung von Verboten der Schutzgebietsverordnungen
- Planfeststellungsverfahren, die mit Eingriffen in Natur und Landschaft verbunden sind

### Staatliche Fischerprüfung
Im Auftrag des Freistaats Bayern führt der Landesfischereiverband und seine Mitgliedsverbände landesweit die staatliche Fischerprüfung durch.

### Verwaltung staatlicher Fischereirechte
Seit über 40 Jahren verwaltet der LFV Bayern staatliche Fischereirechte im Auftrag des bayerischen Finanzministeriums. Unter den insgesamt über 600 Rechten finden sich alle Größen vom kleinen Bach bis zum Stausee.

### Berufsfischerei
Die Berufsfischerei hat in Bayern eine lange Tradition. Sie gliedert sich in zwei Bereiche:
- Fluss- und Seenfischerei: Als eines der ältesten Handwerke wird die Fischerei auf 25.000 Seen (ohne Bodensee) und 5240 Hektar Fließgewässer von 189 Betrieben beruflich, größtenteils im Nebenerwerb, ausgeübt.
- Fischzucht und Fischhaltung: In Bayern befinden sich mit 7600 Betrieben knapp 90 Prozent der teichwirtschaftlichen Haupt- und Nebenerwerbsbetriebe Deutschlands. Die berufliche Ausbildung zum Fischwirt erfolgt in 114 Betrieben. Sie dauert 3 Jahre. Zuständig hierfür ist das Institut für Fischerei, Bayerische Landesanstalt für Landwirtschaft, in Starnberg.

### Casting
Der LFV fördert das Casting, den Wurfsport der Angelfischer.

## Organisation
Der Landesfischereiverband hat 7 unmittelbare Mitglieder, die Bezirksfischereiverbände. Die Bezirksverbände sind wiederum die Sammelorganisation für die Vereine des jeweiligen Regierungsbezirks.
Der LFV gliedert sich in folgende Abteilungen:
- Angelfischerei: Ihr gehören alle Mitglieder von Angelvereinen an, die in einem der sieben bayerischen Bezirksfischereiverbände organisiert sind. Diese organisierten 139.000 Angler sind sogenannte "mittelbare Mitglieder"
- Castingsport: Dieser Abteilung gehören alle Castingsportler der ordentlichen und mittelbaren Mitglieder an. Insgesamt nehmen pro Jahr etwa 800 Fischer an Casting-Veranstaltungen teil.
- Berufsfischerei: In ihr sind alle 500 Berufsfischer der angeschlossenen Verbände und Vereine oder Einzelmitglieder im Haupt- oder Nebenberuf vereinigt. Diese Abteilung gliedert sich in die Fachgruppen Züchter in der Karpfenteichwirtschaft sowie Bach-, Fluss- und Seenfischer

## Fischerjugend
In der Bayerischen Fischerjugend sind alle Kinder und Jugendlichen unter 27 Jahren, die Mitglied in einem Angelverein sind, automatisch Mitglied. Zurzeit sind dies ca. 14.000 Jugendliche unter 18 und weitere ca. 17.000 über 18 bis 26 Jahre. Im Wesentlichen beschränkt sich die Arbeit der Fischerjugend in den Vereinen auf die Altersgruppe der 10- bis 16-Jährigen.